# Mister Bugia
Mister Bugia (Pants on Fire) è un film televisivo statunitense, diretto da Jonathan A. Rosenbaum, e scritto da Alex Cramer. trasmesso il 9 novembre 2014 su Disney XD, mentre in Italia ha debuttato il 14 marzo 2015 su Disney Channel.

## Trama
Jack Parker è un quindicenne che gode di grande popolarità a scuola, e recentemente è stato candidato come miglior studente dell'anno. Jack ha ottime possibilità di vincere il premio, che gli consentirebbe di partecipare ad un campo estivo dei Boston Red Sox, di cui è grande fan.
Peccato che tutti i suoi successi siano stati raggiunti con le bugie, ma Jack ancora non si rende conto che tutto sta per cambiare. 
Un giorno, nel corso di un discorso scolastico per promuovere la sua nomina, Mikey, un ragazzo inventato in una delle sue storie di fantasia, fa la sua comparsa. Da quel momento in poi, una dopo l'altra, tutte le sue menzogne cominciano a prendere vita, tra cui due boscaioli infuriati ed una gelosa fidanzata dell'Arizona.
Jack ed il suo amico Ryan scoprono da un misterioso individuo, che si cela dietro il costume di un ippopotamo viola, che l'unico modo per impedire che tutte le bugie prendano vita è di dire la verità a tutti. Jack si rifiuta di farlo perché ormai la premiazione si sta avvicinando e non vuole perdere questa occasione. Al termine di questo incontro, entrambi si trovano faccia a faccia con i boscaioli e con un'altra frottola di Jack: due alieni. I due riescono a fuggire con l'aiuto della fidanzata dell'Arizona. Più tardi, e alcune bugie dopo, Jack capisce che con il suo modo di fare ha ferito le persone che ama, invece che proteggerle. Dopo una conversazione con un uomo, che in seguito scoprirà essere il suo eroe di baseball, Jack decide di confessare la verità di fronte a tutta la scuola nel corso della cerimonia. Così accade, e dopo aver vinto il premio viene squalificato.
Jack, successivamente, si rende conto che tutti i personaggi delle sue bugie non sono scomparsi, e si trovano tutti nel corridoio della scuola ad aspettarlo. Jack fugge, arrivando in un'aula dove incontra l'ippopotamo che svela la sua identità, è la sorella ed ha organizzato una messa in scena per dare una lezione al fratello. Tutte le sue storie: Mikey, i boscaioli, la fidanzata e gli altri sono attori che hanno interpretato i soggetti delle sue invenzioni grazie ad una preparazione di mesi. Jack capisce i propri errori e si riconcilia con la sorella.
Nel finale Jack fa visita a Jennifer, la ragazza di cui ha una cotta, e si scusa promettendo di non mentire mai più. Entrambi in seguito salgono su una limousine, avuta in prestito dal suo eroe di baseball, per raggiungere lo stadio dei Red Sox ed assistere ad una partita.